# Saint-Martin-de-la-Brasque
Saint-Martin-de-la-Brasque is een gemeente in het Franse departement Vaucluse (regio Provence-Alpes-Côte d'Azur) en telt 656 inwoners (1999). De plaats maakt deel uit van het arrondissement Apt.

## Geografie
De oppervlakte van Saint-Martin-de-la-Brasque bedraagt 5,6 km², de bevolkingsdichtheid is 117,1 inwoners per km².
De onderstaande kaart toont de ligging van Saint-Martin-de-la-Brasque met de belangrijkste infrastructuur en aangrenzende gemeenten.

## Demografie
Onderstaande figuur toont het verloop van het inwonertal (bron: INSEE-tellingen).